# Vladimir Čerkez
Vladimir Čerkez (Sarajevo, 26. studenog 1923. – Sarajevo, 9. studenog 1990.), hrvatski i bosanskohercegovački pjesnik, romanopisac, dramski pisac, pisac za djecu.

## Život
Četiri razreda gimnazije i tri razreda Srednje tehničke škole završio je u Sarajevu. Od 1941. do 1942. bio logoraš u Jasenovcu i Staroj Gradiški, potom partizan-borac, instruktor u agit-propu u više partizanskih štabova i odreda. Od 1947. do 1952. radio je u listu Oslobođenje i bio urednik književnih časopisa Zora i Život. Od 1971. je savjetnik Skupštine SR BiH. Prvu pjesmu Braniocima Barcelone objavio je 1939. u listu Snaga. U partizanskim biltenima i listovima javljao se pjesmama i aktovkama. Nakon rata bavio se književnim i publicističkim radom te objavljivao u Stvaranju, Republici, Životu, Književnosti, Kolu, Delu, Letopisu Matice srpske, Mogućnostima, Mostu, Književnim novinama, Odjeku, Forumu i dr. Jedan je od najplodnijih pisaca u BiH. Pisao je ljubavnu i domoljubnu liriku, nastavio estradnim i revolucionarnim pjesničkim ispovijedima, te dodirnuo i neke probleme svakodnevnice. Objavio je više knjiga žanrovske proze za djecu i omladinu s temama iz rata. Autor je više poučnih knjižica za djecu. Pisao je i drame, a neke su i izvođene. Njegove su pjesme uvrštene u više antologija svjetske poezije.  Prevodio je rusku liriku, od Puškina do suvremenika. Bavio se i slikarstvom, a triput je samostalno izlagao u Sarajevu (1964, 1965, 1966).

## Nagrade
- Nagradu Društva pisaca BiH za roman Sunce u dimu (1959)
- Nagradu Festivala Kurirček (1967. i 1976)
- Nagradu 4. jul za knjigu poema Sunčana zemlja (1976)

## Djela
- Na livadama (pjesme, 1948.)
- Zastave Krajine (poema, 1949.)
- Majska lirika (pjesme, 1949.)
- Ruže u oluji (pjesme, 1951.)
- Cvijeće (pjesme, 1952.)
- Poema o ljubavi 1953.)
- Špijuni (drama, 1955.)
- Dječja knjiga (stihovi, 1955.)
- Bez povratka (kronika, 1955.)
- 12 knjižica za djecu (stihovi, 1956.)
- Krv i ćudnje (pjesme, 1958.)
- Sunce u dimu (roman, 1958.)
- Žuti zarobljenik (bajke, 1957.)
- Arena (roman, 1961.)
- Bajke (stihovi, 1964.)
- Doba zrenja ( pjesme, 1965.)
- Orlovi i vuci (roman, 1965.)
- Vino voća iz mog vrča (pjesme, 1967.)
- Breza među rovovima (roman, 1969.)
- Stihovi (izbor, 1969.)
- Svemir (poeme, 1971.)
- San i život (pripovijetke, 1971.)
- Hrabri vojnik Cvitan (roman, 1971.)
- Zajedništvo/pojam i suština (separat, 1973.)
- Lenjin o umjetnosti, umjetnost o Lenjinu (1974.)
- Sunčana zemlja (poeme, 1975.)
- Sjaj života, sjena smrti (pripovijetke, 1977.)
- Zemlja sunca (poeme, 1979.)
- Zlato iz stijene (pjesme, 1981.)
- Noć strepnje (drama, 1982.)
- Espanja (poema, 1983.)
- Brojevi i ljudi (poeme, 1984.)

## Vanjske poveznice
- Čerkez, Vladimir
- Čerkez: Vojnik i cvijet  Arhivirana inačica izvorne stranice od 3. listopada 2017. (Wayback Machine)